# Acide vanillique
L'acide vanillique ou acide 4-hydroxy-3-méthoxybenzoïque est un composé aromatique de formule C8H8O4, appartenant à la famille des acides-phénols, plus précisément des acides hydroxybenzoïques. Il est constitué d'un cycle de benzène substitué par un groupe carboxyle, un groupe hydroxyle et un groupe méthoxyle en positions 1, 3 et 4, ce qui fait de lui un vanilloïde. C'est une forme oxydée de la vanilline (4-hydroxy-3-méthoxybenzaldéhyde). C'est aussi un intermédiaire dans la production de la vanilline à partir de l'acide férulique,.

## Occurrence naturelle
On trouve la plus grande quantité d'acide vanillique dans la racine de l'angélique de Chine (Angelica sinensis), appelée « danggui », « dong quai » ou « ginseng femelle » (当归 / 當歸 en chinois), une herbe originaire de Chine, utilisée dans la médecine traditionnelle chinoise. On trouve également de l'acide vanillique dans les fraises ou certaines boissons alcoolisées comme le vin rouge. C'est aussi un métabolite de l'adrénaline et de la noradrénaline présent dans l'urine. L'acide vanillique est également issu de la dégradation de la lignine par des champignons lignivores et de l'oxydation de la vanilline.

## Propriétés
L'acide vanillique, tout comme la vanilline, a des propriétés anti-microbiennes. L'acide vanillique inhibe la levure Saccharomyces cerevisiae et la croissance de Zymomonas mobilis.

## Utilisation
Les métabolites secondaires de l'acide vanillique sont souvent utilisés comme arômes.